# Serhij Wołynski
Serhij Jarosławowycz Wołynski (ukr. Сергій Ярославович Волинський, ps. Волина, Wołyna, ur. 31 stycznia 1992 na Ukrainie) – ukraiński żołnierz, major, od 13 kwietnia 2022 r. p.o. dowódcy 36 Samodzielnej Brygady Morskiej Piechoty. Uczestnik wojny rosyjsko-ukraińskiej, uczestnik obrony Mariupola. Bohater Ukrainy (2022).

## Wojna na wschodzie Ukrainy
W 2014 roku służył w siłach zbrojnych podczas kryzysu krymskiego, brał udział w operacji antyterrorystycznej w obwodach donieckim i ługańskim, których część znajduje się również pod tymczasową okupacją Rosji.

## Inwazja Rosji na Ukrainę (2022)
Podczas rosyjskiej inwazji na Ukrainę w 2022 roku jako jeden z dowódców 36 Oddzielnej Brygady Morskiej Piechoty brał udział w obronie Mariupola.

### Oblężenie Mariupola
13 kwietnia 2022 r. część 36 OBRMP pod dowództwem Serhija Wołyńskiego przyłączyła się do pułku Azowskiego, aby kontynuować wspólny opór na terenie hut Azowstal. Poinformowali o tym we wspólnym przekazie wideo dowódca „Azowa” Denys Prokopenko i Serhij Wołynśkyj.
18 kwietnia działając jako dowódca 36 OBRMP napisał list do papieża Franciszka, aby pomóc ratować ludność Mariupola.
20 kwietnia zaapelował do Joego Bidena, Recepa Tayyipa Erdogana, Borisa Johnsona i Wołodymyra Zełenskiego o odblokowanie Mariupola w celu ewakuacji cywilów, w tym dzieci, rannych i zabitych, w piwnicach oblężonego zakładu.
27 kwietnia, podczas blokady Mariupola, nagrał kolejny wideoapel wzywający do zastosowania procedury wydostania ukraińskich żołnierzy i cywilów zablokowanych w Mariupolu, na wzór operacji Dunkierki podczas II wojny światowej. Wołynśkyj powiedział, że w grupie wojsk ukraińskich w Azowstalu jest ponad 600 rannych żołnierzy, którzy pilnie potrzebują pomocy medycznej. Na terenie przebywają również ranni cywile.
7 maja zamieścił na Facebooku post z ostrą krytyką władz światowych i bezczynnością w sprawie ratowania garnizonu wojskowego Mariupola i wezwał do podjęcia wszelkich starań, by go uratować.
20 maja 2022 poddał się siłom rosyjskim  wraz z pozostałymi żołnierzami, znajdującymi się w Azowstali. Był jeńcem wojennym Federacji Rosyjskiej.  
21 maja prorosyjski telegram z RIA Nowosti wyemitował nagranie majora Wołyńskiego informujące, że wszyscy żołnierze piechoty morskiej z 36 Brygady Samodzielnej zostali ewakuowani.
21 września 2022 r. w ramach wymiany jeńców Wołynśkyj został zwolniony z rosyjskiej niewoli i wraz z jeszcze czterema innymi dowódcami-obrońcami Azowstalu (dowódcą Oddziału Specjalnego „Azow” Denysem Prokopenką, Swiatosławem Pałamarem, Denysem Szłehą i Ołehem Chomenko) trafił do Turcji, gdzie cała piątka miała przebywać jako internowani do końca wojny rosyjsko-ukraińskiej. W lipcu 2023 – przy okazji wizyty w Turcji prezydenta Ukrainy Zełenskiego – Wołynśkyj i pozostali czterej dowódcy wrócili wraz z prezydentem do Ukrainy; według strony rosyjskiej zgoda Turcji na ich powrót miałaby być naruszeniem zawartego między Putinem a Erdoganem porozumienia w tej sprawie.

## Nagrody
- Złota Gwiazda Bohatera Ukrainy (1.10.2022)[11];
- Order Bohdana Chmielnickiego III stopnia (3.05.2022) – za osobistą odwagę i bezinteresowne działania w obronie suwerenności państwowej i integralności terytorialnej Ukrainy, wierność wojskowej przysięgi[12];
- Order „Za odwagę” III stopnia (25.12.2015) – za osobistą odwagę i poświęcenie, okazywane w obronie suwerenności państwowej i integralności terytorialnej Ukrainy, wysoki profesjonalizm, wierność wojskowej przysięgi;
- Medal „Za Służbę Wojskową Ukrainy” (2.07.2020) – za odwagę osobistą okazaną podczas działań wojennych, wzorową służbę wojskową oraz z okazji Dnia Marynarki Wojennej Ukrainy;
- Nagroda Prezydenta Ukrainy „Za udział w operacji antyterrorystycznej”.